# Sieghard Waller
Sieghard Waller war von 1382 bis 1384 Reichsprälat und Propst des Klosterstifts Berchtesgaden.
Sieghard Waller war ein Vertrauensmann des Salzburger Erzbischofs Pilgrim II. von Puchheim, der Propst Ulrich I. Wulp 1382 mittels einer Intrige innerhalb des Augustiner-Chorherren-Konvents absetzen ließ und dafür Waller als neuen Propst des Klosterstifts Berchtesgaden einsetzte.
Das Stift hatte seine Schuldenlast unter anderem beim Erzbistum Salzburg als Gläubiger in eine „phantastische Höhe“ getrieben. Wulp wollte die Kosten senken sowie ein strengeres Einhalten der Ordensregeln durchsetzen. Außerdem war der Salzburger Erzbischof schon seit langem an den großen Salzvorkommen des reichsunmittelbaren Stifts interessiert, das mit den eigenen konkurrierte. Aber erst am Ende der Regentschaft von Wallers direktem Nachfolger Konrad Torer von Törlein sollte es ihm schließlich gelingen, das Berchtesgadener Land als dessen Administrator zu inkorporieren.
Wallers Position hingegen wurde von Wulp nicht anerkannt, so dass es zu einem „kleinen“, zweijährigen Schisma und kriegerischen Auseinandersetzungen in Berchtesgaden kam. Diese endeten 1384 in einem Kompromiss, wonach Ulrich I. Wulp und Sieghard Waller zuletzt beide als Pröpste bestätigt, gleichzeitig abgesetzt und mit einer jährlichen Rente von 100 Pfund Pfennigen abgefunden wurden.